# Keita Isozaki
Keita Isozaki (jap. 磯崎 敬太, Isozaki Keita; * 17. November 1980 in der Präfektur Kanagawa) ist ein ehemaliger japanischer Fußballspieler.

## Karriere
Isozaki erlernte das Fußballspielen in der Jugendmannschaft von Bellmare Hiratsuka. Seinen ersten Vertrag unterschrieb er 1999 bei den Bellmare Hiratsuka (heute: Shonan Bellmare). Der Verein spielte in der höchsten Liga des Landes, der J1 League. Am Ende der Saison 1999 stieg der Verein in die J2 League ab. Für den Verein absolvierte er 10 Spiele. 2001 wechselte er zum Ligakonkurrenten Mito HollyHock. Für den Verein absolvierte er 82 Spiele. 2005 wechselte er zum Ligakonkurrenten Vegalta Sendai. Für den Verein absolvierte er 105 Spiele. 2009 wechselte er zum Ligakonkurrenten Sagan Tosu. 2011 wurde er mit dem Verein Vizemeister der J2 League und stieg in die J1 League auf. Für den Verein absolvierte er 128 Spiele. Ende 2016 beendete er seine Karriere als Fußballspieler.